# محمد عبد القادر الجاسم
كاتب ومحامي كويتي شهير يحمل شهادة ليسانس حقوق وشريعة وماجستير في القانون العام، عمل في مهنة المحاماة منذ عام 1978، وشارك في مراقبة عدة محاكمات سياسية نيابة عن منظمات حقوق الإنسان العالمية، كتب العديد من المقالات والأبحاث والدراسات وشارك في ندوات محلية وإقليمية ودولية، في عام 1997 أصبح رئيس تحرير جريدة الوطن الكويتية اليومية وذلك حتى عام 2005.
أصبح المحرر المسؤول عن مجلة السياسة الخارجية  في نسختها الصادرة في اللغة العربية من عام 2003 إلى عام 2005.
ومن عام 2000 حتى عام2005 كان رئيس تحرير مجلة نيوزويك (النسخة العربية).

## اعتقاله والقضايا المرفوعة ضده
في نوفمبر 2009 احتجز لمدة 12 يوما بتهمة التشهير برئيس الوزراء ناصر المحمد,وقد أخلى سبيله بكفالة مالية قدرها ألف دينار, وفي أبريل 2010حكم عليه بالسجن ستة أشهر بعد إدانته بتهم التشهير الجنائية. وظل طليقاً بكفالة بعد الحكم عليه في أبريل. وفي 11مايو2010 سلم نفسه إلى موظفي أمن الدولة، واعتقل لمدة 21يوماً. وتمت استجوابه دون حضور محامية، وفي 24 مايو 2010 مثل أمام المحكمة الجنائية ووجهت إليه تهم المساس بالذات الأميرية، وأطلق سراحه بعد دفع كفالة قدرها 2000 دينار كويتي في يونيو 2010، وفي نوفمبر 2010 قضت محكمة الجنح بحبس الجاسم سنة مع الشغل والنفاذ، بسبب القضية المرفوعة ضده من رئيس مجلس الوزراء، على خلفية ماكتبه الجاسم في مقال «ناصر السابع عشر».

## مؤلفاته
- الكويت.. مثلث الديموقراطية.
- شيوخنا الأعزاء.
- الانحراف الرقابي وموقف القضاء الدستوري الكويتي.
- آخر شيوخ الهيبة.

## وصلات خارجية
الموقع الرسمي للكاتب والمحامي محمد عبد القادر الجاسم